# スタンリー・クラーク・バンド フィーチャリング 上原ひろみ
『スタンリー・クラーク・バンド フィーチャリング 上原ひろみ』（原題：The Stanley Clarke Band）は、スタンリー・クラーク・バンドが2010年に発表したスタジオ・アルバム。

## 背景
前作『ジャズ・イン・ザ・ガーデン』（2009年）に続く上原ひろみとの共演アルバムで、前作に全面参加したレニー・ホワイトは、本作では演奏には参加せずプロデュースに貢献した。音楽的には、ストレート・アヘッド・ジャズ色の強かった『ジャズ・イン・ザ・ガーデン』と異なりエレクトリック・サウンドが重視されているが、上原はエレクトリック・キーボードを弾かずアコースティック・ピアノに専念している。
上原は自作の新曲「ラビリンス」を提供し、更に「ノー・ミステリー」、「ラリー・ハズ・トラベルド・11マイルス・アンド・ウェイテッド・ア・ライフタイム・フォー・ザ・リターン・オブ・ヴィシュヌズ・レポート」、「ソニー・ロリンズ」で上原のピアノ・ソロがフィーチャーされている。また、日本盤ボーナス・トラック「サムウェア」は、上原がアルバム『プレイス・トゥ・ビー』（2009年）で発表した曲の再演である。
「ノー・ミステリー」はリターン・トゥ・フォーエヴァーのアルバム『ノー・ミステリー』（1975年）収録曲の再演。また、「ハウ・イズ・ザ・ウェザー・アップ・ゼア?」は、リターン・トゥ・フォーエヴァーのアルバム『第7銀河の讃歌』（1973年）で発表されたクラークの曲「アフター・ザ・コズミック・レイン」の改作である。
「ラリー・ハズ・トラベルド・11マイルス・アンド・ウェイテッド・ア・ライフタイム・フォー・ザ・リターン・オブ・ヴィシュヌズ・レポート」のタイトルは、ラリー・コリエル率いるイレヴンス・ハウス、マイルス・デイヴィス、トニー・ウィリアムス率いるライフタイム、リターン・トゥ・フォーエヴァー、マハヴィシュヌ・オーケストラ、ウェザー・リポートといったバンドやミュージシャンの名前が組み合わされた。上原はこの曲に関して「この曲名に決めた時のスタンリーとレニーのはしゃぎようったら、ちょっとびっくりでした」とコメントしている。

## 反響・評価
アメリカでは『ビルボード』のジャズ・アルバム・チャートで7位に達した。第53回グラミー賞では本作が最優秀コンテンポラリー・ジャズ・アルバム賞を受賞し、「ノー・ミステリー」が最優秀ポップ・インストゥルメンタル・パフォーマンス賞にノミネートされた。なお、クラークはリターン・トゥ・フォーエヴァーのオーストラリア・ツアー中だったため授賞式は欠席し、本作に参加したルスラン・シロタとロナルド・ブルナーJr.、それにクラークの妻ソフィがトロフィーを受け取った。
日本のオリコンチャートでは12週チャート入りし、最高58位を記録。また、グラミー賞受賞後の2011年2月28日には、Billboard JAPANのトップ・ジャズ・アルバム・セールスで1位を獲得した。
トム・ジュレック（Thom Jurek）はオールミュージックにおいて5点満点中3.5点を付け「彼がここ何十年の間に制作してきたどのレコードよりも、バンド感が強い。彼のソロ・ワークが心なしか劣っているというわけではないが、彼は個々の才能を持ち合わせたミュージシャンに囲まれた時の方が、より満足のいく結果に至ることが多い」と評している。また、ジョン・ガラット（John Garratt）はポップマターズにおいて10点満点中7点を付け「ちょっとした失策を別とすれば、タイトルが物語るように手堅くしっかりしていると言えよう」「クラークはここで、優れたバンドを結成した」と評している。

## 収録曲
特記なき楽曲はスタンリー・クラーク作。
1. ソルジャー - "Soldier" (Ruslan Sirota) - 7:07
2. フラニ - "Fulani" (Armand Sabal-Lecco) - 6:29
3. ヒアズ・ホワイ・ティアーズ・ドライ - "Here's Why Tears Dry" - 4:52
4. アイ・ワナ・プレイ・フォー・ユー・トゥー - "I Wanna Play for You Too" (Felton Pilate) - 4:13
5. ベース・フォーク・ソング No. 10 - "Bass Folk Song No. 10" - 3:40
6. ノー・ミステリー - "No Mystery" (Chick Corea) - 7:09
7. ハウ・イズ・ザ・ウェザー・アップ・ゼア? - "How Is the Weather Up There?" (Stanley Clarke, Ronald Bruner Jr.) - 5:54
8. ラリー・ハズ・トラベルド・11マイルス・アンド・ウェイテッド・ア・ライフタイム・フォー・ザ・リターン・オブ・ヴィシュヌズ・レポート - "Larry Has Traveled 11 Miles and Waited a Lifetime for the Return of Vishnu’s Report" - 6:32
9. ラビリンス - "Labyrinth" (Hiromi Uehara) - 5:56
10. ソニー・ロリンズ - "Sonny Rollins" - 8:49
11. ベース・フォーク・ソング No. 6（モー・アナム・カラ） - "Bass Folk Song No. 6 (Mo Anam Cara)" - 2:41

### 日本流通盤ボーナス・トラック
1. サムウェア - "Somewhere" (H. Uehara) - 3:56

## 参加ミュージシャン
- スタンリー・クラーク - エレクトリックベース、ウッドベース、トーキング・ボックス、ボーカル
- ルスラン・シロタ - ピアノ、エレクトリックピアノ、シンセサイザー、ボーカル
- ロナルド・ブルナーJr. - ドラムス
- 上原ひろみ - ピアノ (#6, #8, #9, #10, #12)
- チャールズ・アルトゥラ - ギター (#1, #2, #3, #6, #7, #8)
- ロブ・ベーコン - ギター (#4, #10)
- フェルトン・ピレイト - キーボード (#4)
- アルマンド・サバル＝レッコ - エレクトリックベース (#2)
- クリス・クラーク - ドラム・プログラミング (#2)
- ジョン・ハカキアン - プログラミング (#2, #4, #5)
- ボブ・シェパード - ソプラノ・サックス (#8)、テナー・サックス (#10)
- ダグ・ウェブ - サックス (#10)
- ジョン・パペンブルック - トランペット (#10)
- アンドリュー・リップマン - トロンボーン (#10)
- ナターシャ・アグラマ - ボーカル (#1)
- アイズレー・ジュバー - ボーカル (#1)
- シェリル・ベンティーン - ボーカル (#10)